# Rochelia leiocarpa
Rochelia leiocarpa là loài thực vật có hoa trong họ Mồ hôi. Loài này được Ledeb. miêu tả khoa học đầu tiên năm 1829.